# Andries de Braal
Andries Frederikus de Braal (Beilen, 9 december 1909 – Arnhem, 27 maart 1987) was een Nederlands componist.

## Biografie
Andries de Braal werd geboren binnen het gezin van Rotterdammer Cornelis de Braal en de Friezin Johanna Magré. Andries was getrouwd met Emma Hendrika de Braal. Hij was benoemd tot ridder in de Orde van Oranje-Nassau en ontving de zilveren penning van de stad Arnhem. Het echtpaar ligt begraven op Moscowa.
Hij was voorbestemd om zijn vader op te volgen in diens boekhandel in Beilen. In 1926 slaagde hij echter voor zijn organistendiploma (Leeuwarden). In 1930 deed hij mee aan een zangwedstrijd. Hij ging toen studeren in Den Haag, alwaar hij in 1931 een diploma haalde voor koordirigent. Vervolgens mocht hij in 1931 naar het Amsterdams Conservatorium om er les te krijgen van Willem Andriessen (piano), Hendrik Andriessen (compositie), Sam Dresden (directie) en Hendrik van Oort (zang). In 1933 was hij al op de radio te horen bij de NCRV met een pianorecital. In 1937 haalde hij aan dat conservatorium zijn diploma zang. In 1941 haalde hij als een van de weinigen het compositie-examen, nadat hij die studie in drie in plaats van de gebruikelijke vijf jaar had afgerond. De Haarlemse Orkest Vereniging had toen al zijn Fuga voor orkest op de lessenaars gehad. 
Hij werd directeur van de stedelijk muziekschool in Deventer (1941-1947), Muziekschool Arnhem (1947-1956), Stedelijk Muzieklyceum (1956-1963) te Arnhem, Stichting Zeeuwse Muziekschool te Middelburg (1963-1965) en van de gemeentelijke muziekschool van Breda (1965-1973). Hij gaf zijn kennis door aan onder meer Jacques Reuland.

## Composities
Van zijn hand kwam een aantal composities:
- strijkkwartet
- Pastorale (en scherzo), een trio voor fluit, viool en piano, in 1964 uitgevoerd met toen nog klassiek pianist Ru van Veen
- Sonate voor twee violen
- orgelwerken waaronder een orgelsonate opus 26 uit 1947, die tot stand kwam na een opdracht van de Nederlandse regering)
- Passacaglia
- Fuga voor orkest (1940)
- Ricercare voor orgel, strijkorkest en pauken (uitgevoerd in Haarlem)
- Ricercare over een psalmenmelodie, opgedragen aan Albert de Klerk en in 1985 gespeeld door George Stam.
- koorwerken
- Psalmen (in opdracht geschreven van de NCRV ter gelegenheid van het vijftigjarig regeerjubileum van koningin Wilhelmina der Nederlanden)
- Zes stukjes voor viool en piano voor amateurs.
- Een concertino voor dwarsfluit en orkest, voor Bertus Bakker en het Frysk Orkest (1952)
- Giocoso voor fluit, viool en altviool